# 胡利斯克
50°31′9″N 27°43′16″E / 50.51917°N 27.72111°E
胡利斯克（烏克蘭語：Гульськ），是烏克蘭中部日托米爾州的村落，由茲維亞赫爾區的斯特里耶瓦市鎮所轄，距離茲維亞赫爾約12公里，處於斯盧奇河畔，始建於1050年，面積6.14平方公里，海拔高度225米，2001年人口1,360。